# Bersant Celina
Bersant Celina, norveško-kosovski nogometaš * 9. september 1996, Prizren.
Celina je trenutno član ekipe Stoke City, od leta 2014 je tudi član kosovske reprezentance.